# جامعة أوسلو ميتروبوليتان
جامعة أوسلو ميتروبوليتان (بالنرويجية: Oslomet – storbyuniversitetet واختصاراً Oslo Met) هي إحدى أكبر الجامعات الحكومية في النرويج، حيث تضم أكثر من 20 ألف طالب ومعهم 2,100 أكاديمي وإداري. تقدم الجامعة عدة برامج للتعليم العالي في مستويات البكالوريوس والماجستير والدكتوراه، ويقوم الأكاديميون على دراسات وبحوث في علوم الصحة والعلوم الاجتماعية والهندسة والإنسانيات وغيرها من المجالات. رئيس الجامعة هو البروفسور الأمريكي الأصل كيرت رايس، والذي عمل سابقا في جامعة ترومسو.
تأسست جامعة أوسلو ميتروبوليتان في 12 يناير 2018 مما كان يُطلق عليه جامعة أوسلو وآكرشوس، والتي كانت نفسها نتيجة اندماج الكلية الجامعية في أوسلو مع الكلية الجامعية في آكرشوس عام 2011. يقع معظم الحرم الجامعي في وسط مدينة أوسلو، ولها كذلك فروع في ساندفيكا وشيلير بمقاطعة آكرشوس.

## الكليات
- كلية علوم الصحة
- كلية التربية والدراسات الدولية
- كلية العلوم الاجتماعية
- كلية التكنولوجيا والفنون

## المراكز
- مركز البحوث التربوية والتنموية
- مركز أبحاث الرعاية الاجتماعية والعمالة
- مركز الدراسات المهنية
- المركز الوطني للتعليم متعدد الثقافات
- مركز التعلُّم

## وصلات خارجية
- جامعة أوسلو ميتروبوليتان نسخة محفوظة 3 أكتوبر 2011 على موقع واي باك مشين. (بالنرويجية)